# 豐田Wish

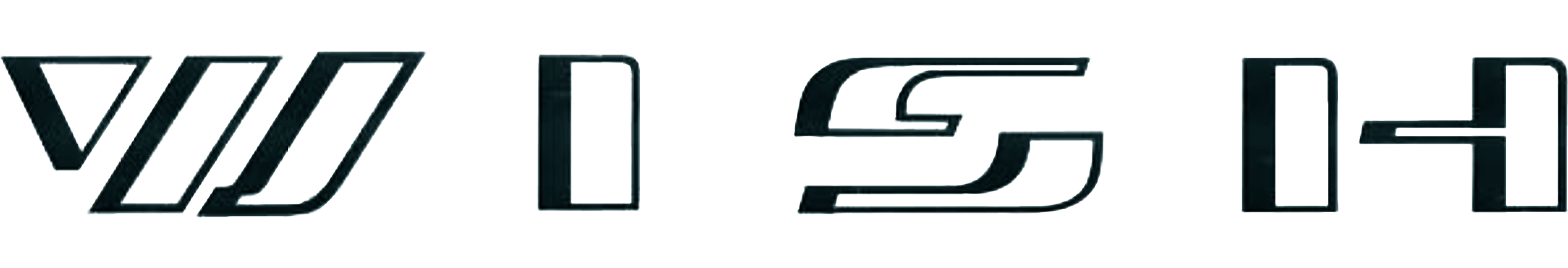
Toyota Wish logo

豐田Wish是豐田汽車旗下的一款緊湊型（C-segment）多功能休旅車（MPV），兩代車型先後在2003年至2017年間量產。它有6座和7座两种车型，搭载1.8升或2.0升汽油引擎，但未配備MPV常見的側滑門。除了日本母廠，Wish还在泰国（供應東南亞）和台湾组装，另在香港以日本进口的方式销售。

## 概要
Wish最早於2003年在日本國內上市，以「滿足你的希望」來命名。車型屬於緊湊型多功能休旅車（又稱MPV或MiniVan），採用五門三排七人座和六人座的設定（座椅配置為232和222），搭配高機動活動性的座椅設計，實用性相當的高。較流线型的Metal Capsule（金屬膠囊）外型讓人感覺較新穎而受年輕消費群偏愛，也讓得以減低風阻換來較佳的油耗成績。車高限制在 1,590 毫米以因應機械式停車場的 1,600 毫米限高。因為這些賣點，讓Wish至今在日本、臺灣、香港等地不錯的銷售量延續下來。
在臺灣因為中華民國交通部汽車運輸業管理規則第九十一條限制計程車可使用的車型為四門轎式車型（2017年8月30日修正法規放寬旅行式或廂式小客車皆可做為計程車），導致多數的多功能休旅車與运动型多用途车皆無法作為計程車使用。然而因為Wish在經濟部能源局所登記的車型資料為轎式車型，因此可以合法地成為計程車，結果促成臺灣充斥著Wish作為計程車的特別景象。由於相較於其他轿车，Wish寬大的空間加上可以乘坐七人的設計，因而廣受消費者喜愛，而對計程車業者而言，Wish售價實惠油耗也可接受，加上車輛眾多維修容易，因此很快變成臺灣計程車界的「小黃帝」，甚至成為停產前銷售量暴漲的原因。日本模型車品牌Tomica還因此推出Toyota Wish Taiwan Taxi特別版模型。

## 歷史

### 第一代

#### 2003年
2003年1月，Wish於日本初次上市，以年輕的外型和高實用性的設計為主打，成功在日本熱賣。引擎分別1.8 1ZZ-FE直四DOHC和2.0 1AZ-FSE直四DOHC加D-4缸內直噴，最大馬力分別為132ps和155ps，並分別搭配四速自排和CVT無段變速自排，並供應前置前驅和四輪驅動的版本。
2004年9月，臺灣Wish以國產的姿態在台上市，針對臺灣人的胃口將日本版的外型做了修改。引擎統一改搭載2.0 1AZ-FE VVT-i直四汽油引擎，最大馬力150hp/6000rpm，最大扭力為19.6kgm/4000rpm，平均油耗則為12.5 km/l(美規油耗)。修改了頭燈、水箱罩、霧燈、氣霸、前後保險桿，新增了雙天窗以及將尾燈的LED數量增多。也比照日本車款，裝備了日本富士通觸控式DVD音響主機。一上市後就站上同級車銷售第一名。
此車的觸控式DVD音響主機在豐田許多旗下車型共用，操作簡便、功能極佳是其特點。也讓許多車主愛車中的音響主機遭受竊賊偷竊。
臺灣車型的車體鈑金與日規安全設計相同，後保險桿內並無裝設防撞鋼樑。也因為如此，飽受許多網友批評，安全性遭受質疑。不過卻不影響Wish的銷售量，臺灣製造商國瑞汽車也將後保桿內新增保麗龍提升強度。

#### 2004年
2004年，在日本有款以Wish為基礎衍生的箱型車款-Isis。Isis在上市後之今已經歷數次小改款，但尺碼始終維持1640 毫米 X 1710 毫米 X 1640 毫米，目前動力來與第二代Wish日規版相同，採用1.8公升 2ZR-FAE L4 DOHC 16V或2.0公升 3ZR-FAE L4 DOHC 16V的引擎並搭配CVT無段變速自排變速箱，亦有供應FF與4WD兩種驅動方式。
台湾版与泰国版车型共用一台发动机，也就是错过了丰田的D-4技术。台系拼装版在造型上有一些不同之处：全新的车头、重新设计的后LED尾灯、后保险杠内凹式反光镜、车身颜色/镀铬饰条的侧面摩擦条和更干净的镀铬尾板饰条。与日系车型不同的是，WISH的徽章并不是镀铬饰条的组成部分。配置方面，可能包括泊车感应器、双月天窗、真皮座椅等。台版Wish的另一个独特之处在于，与日系和泰系车型不同的是，它可以指定使用米色的内饰配色。

#### 2005年
2005年11月左右，馬自達推出Premacy第二代（海外版稱為Mazda5）且尺碼增加到與Wish相近。為應付競爭對手的增加，Toyota及時推出Wish Z運動版來撐場。Wish Z與其他版本的不同在於座位上由七人座改為六人座，因此增加了一條中央走道，同時將後懸吊系統由扭力桿拖曳臂式改成獨立雙A臂式，並將輪胎尺寸由195/65 R15提升到215/50 R17，輪圈也同時由15吋加大到17吋，並由五爪改到七爪，裝上加大輪弧。外觀Z將左右側裙列為標準配備。由於規格上有多處被性能化，因此Wish Z的操控性提升不少，但價位也因此提高，所以銷售量遠不及七人座的版本。Wish Z仍分為兩版，分別是Z和Z-option，後者價位超過新台幣九十萬。

#### 2007年
3月20日臺版Wish進行第一代小改款，頭燈改為魚眼頭燈，尾燈與保險桿都有做調整。
6月18日日版Wish「X"Aero Sports 空力套件・L Edition」樣式發表，配備了灰色內飾、智慧門鎖遙控器、帶紅外線阻隔功能的擋風玻璃、防水功能的前門玻璃等，增加了駕駛員和乘客座椅扶手、絨面革門飾和座椅蒙皮 。

#### 2008年
在新加坡，当地的经销商在2008年下半年开始将丰田Wish作为一款紧凑型MPV引入到当地。当地的经销商没有在平行进口Wish上看到通用的NETZ椭圆形车标，而是将椭圆形的NETZ车标换成了丰田的车标。为了与平行进口Wish区别开来，以Wish Aero Tourer的名义销售；另外，在其他方面，Wish还标配了五件式车身套件，包括高架、后LED刹车灯、倒车摄像头、侧后视镜指示灯、带照明的挡板、车窗遮阳板和消声器切割器等。此前，Wish仅由平行进口车商销售。

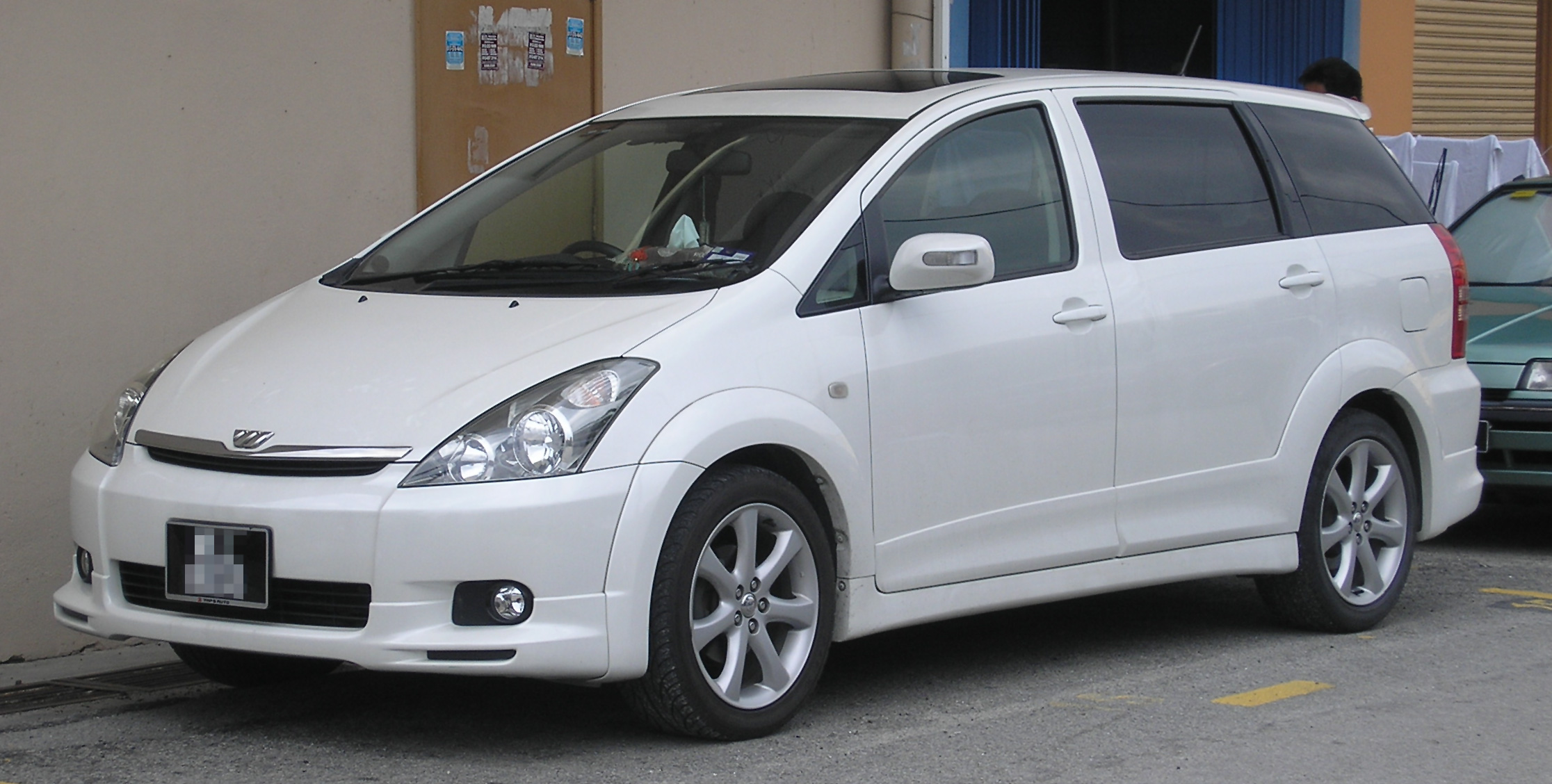
第一代WishZ版車頭
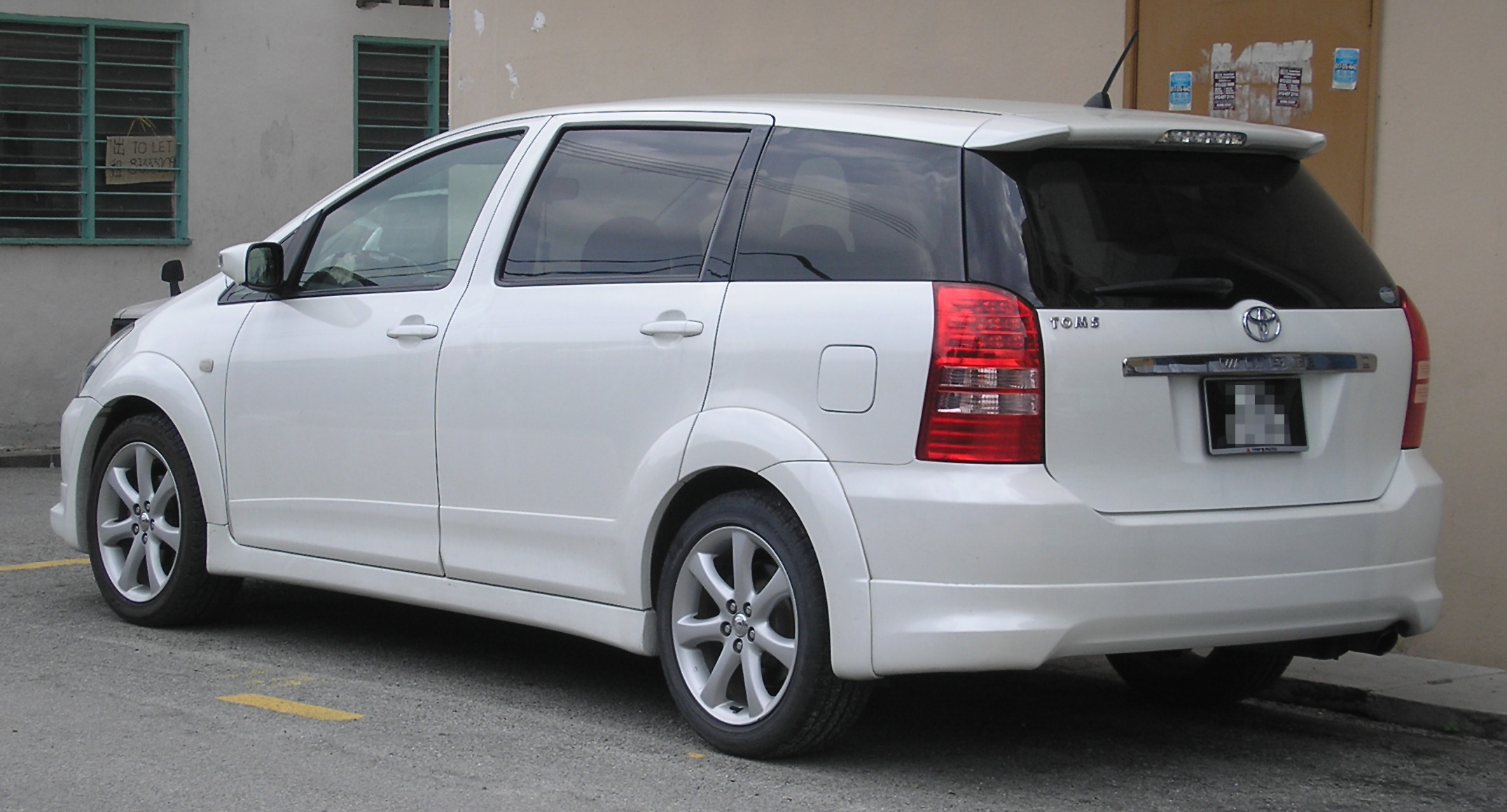
第一代WishZ版車尾
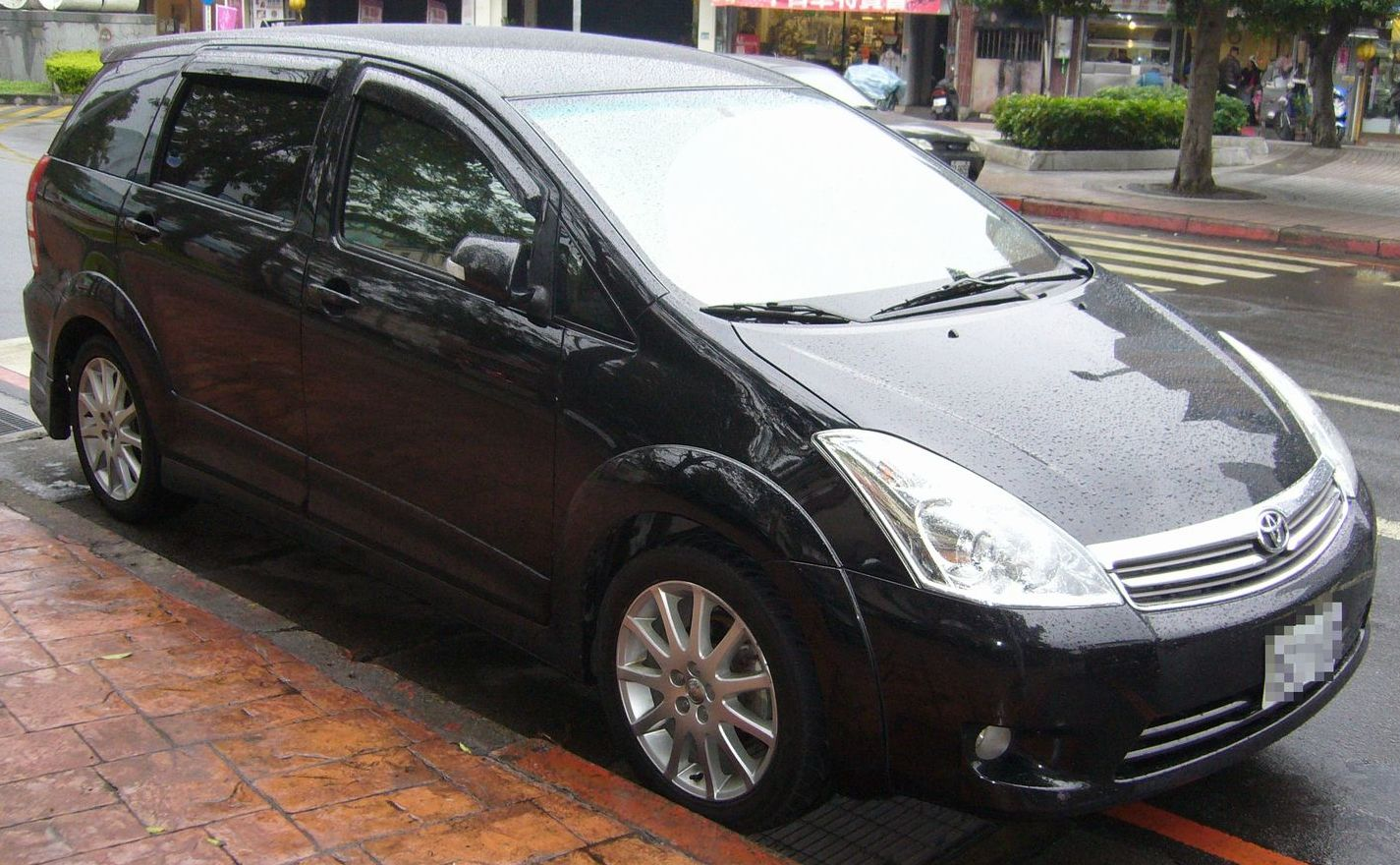
第一代Wish台灣版車頭
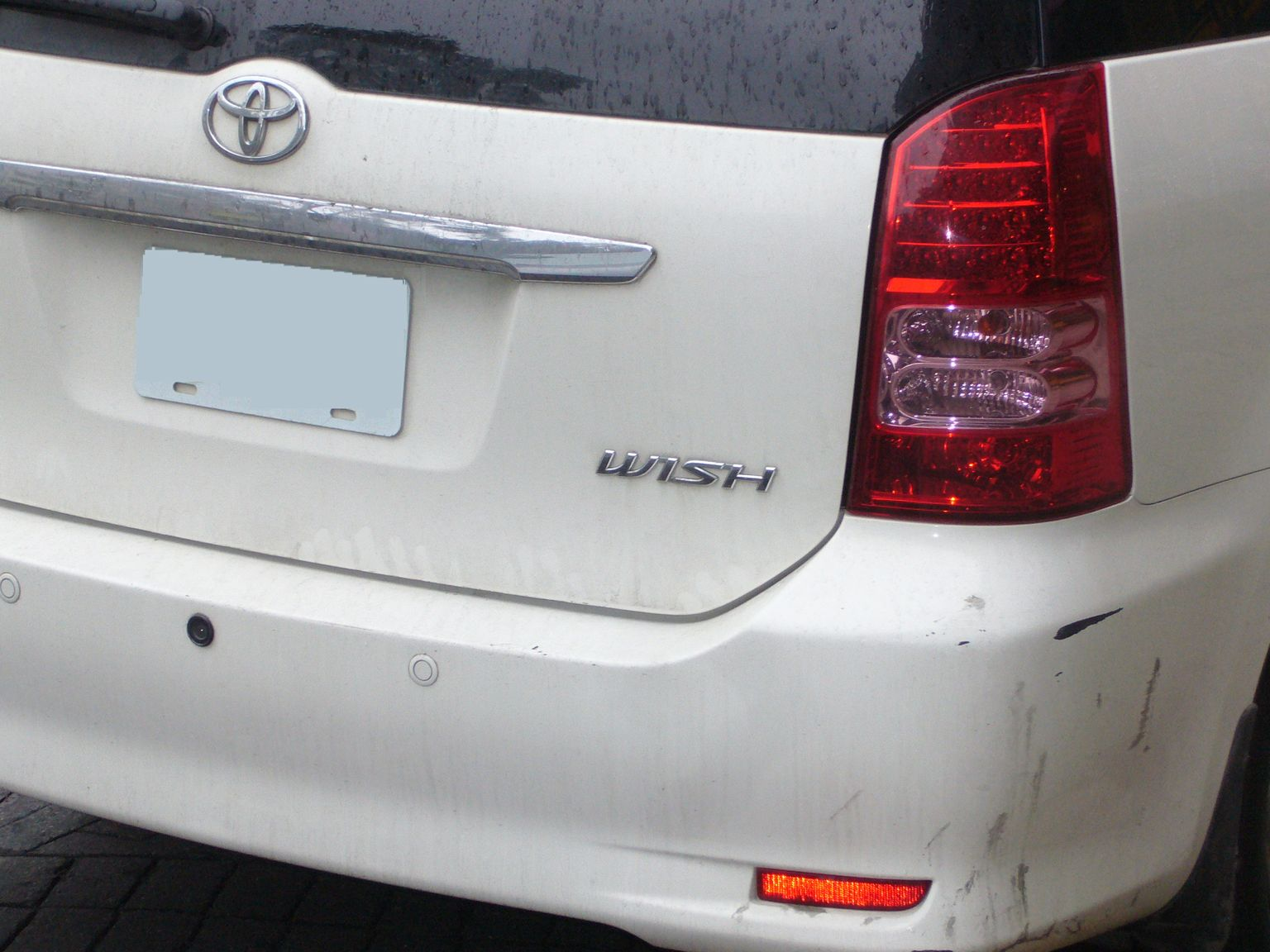
第一代Wish台灣版後車燈

由於市場上的競爭者福特i-MAX、馬自達5和三菱Savrin皆以改款提升產品競爭力。再加上多款同級車型即將登場，在2007年3月，Wish推出了小改款車型，內裝以及車頭的質感提升是此次改款的重點，其餘則未做更動。

### 第二代
2009年4月，日本第二代Wish以「Smart Multi Player WISH（スマート マルチ プレイヤー ウィッシュ，意思是潇洒多人玩乐WISH）」為口號正式上市。同年11月，台規版第二代Wish上市，延續上一代七人座設計及類似的底盤設定，整體外觀造型更加年輕動感，內裝用料較上一代明顯提升，上一代令人詬病的後保險桿防撞鋼樑在此代已列為標準配備。這回改款的開發團隊主任正是86的開發團隊主任多田哲哉。
日本第二代Wish外觀去掉了雙天窗，將縱列的車燈(包和頭尾)改成橫列，改用印刷式天線。內裝可選配大型LED車室氣氛燈，加了方向盤換檔控制，全車係皆有雙前座氣囊和旅程電腦。驅動方式有分2WD和4WD。變速箱全改採用CVT無段變速。性能方面，引擎仍有分1.8L和2.0L兩種排氣量，1.8L的引擎採用2ZR-FAE，最大馬力是144 PS/6,400r.p.m.（2WD車）和133 PS/6,400r.p.m.（4WD車），最大扭力是17.9 kgf・m/4,400r.p.m.（2WD車）和16.7 kgf・m/4,400r.p.m.（4WD車），平均油耗為16.4 km/L（2WD車美規油耗）和15.2 km/L（4WD車美規油耗）。2.0L的引擎採用3ZR-FAE，最大馬力是158 PS/6,200r.p.m.，最大扭力是20.0kgf・m/4,400r.p.m，平均油耗為15.2 km/L（美規油耗）。
臺規版外觀和日規版幾乎無異，差別在尾燈台灣採用上白下紅，日本則是上紅下白。內裝上，應付台灣較悶熱的氣候而增設吸頂式後座冷氣循環扇為標準配備。引擎使用2.0 3ZR-FE Dual VVT-i，最大馬力降為141hp/5600rpm，最大扭力降到19.3kgm/4400rpm，平均油耗提升到13.3 km/l（美規）。販售版本去掉Z版，改以7人座為主並由4款追加到5款（第五款G-option是採接單報價式，保留循跡控制系統和穩定控制系統，並導入國內首見IPA停車輔助系統）。
泰國方面原本第一代時有在販售，但Wish這種緊湊型多功能休旅車在大陸型國家實用性不高，導致銷售不良，以致於無引進第二代車型而終止販售，現今第二代Wish僅在日本、臺灣、香港及澳門銷售。
2012年4月，日本第二代Wish進行小改款，外觀方面原先分為傳統鍍鉻橫條與個性化狼牙兩種水箱罩造型改為五角形水箱罩輔以鍍鉻橫條並以鈦灰色保桿塗裝搭配上蜂巢狀氣壩，營造出大開口的運動化氣息；車尾部分則將尾燈組改為透明燈殼搭配燻黑式樣的LED尾燈，並於牌照框上方的鍍鉻飾板予以放大、與尾燈組連成一氣。此外，依照等級不同搭配的各款鋁圈樣式、新增雲母藍與金屬橙的兩款車色塗裝，加上車身空力套件、車體鍍鉻飾件、車內碳纖維飾板與多色內裝配色組合等。
動力方面則繼續延續先前的2ZR-FAE 1.8L與3ZR-FAE 2.0L兩款汽油引擎配置，分別具備143 hp /6200 rpm、17.6 kgm/4000 rpm（4WD車型則為130 hp/6200 rpm、16.4 kgm/4000 rpm）以及152 hp /6100 rpm、19.7 kgm /3800 rpm的最大動力輸出，搭配具備七速手排模式的CVT-i無段自動變速箱，不過在原廠重新調校動力輸出特性、輔以ECO省油模式，讓經由日本JC08標準測試下的平均油耗表現進步至14.4 km/L（日規），提前通過日本2015年的燃油經濟性標準，符合綠能車款減稅的條件。
小改款Wish於日本2012年4月14日的週末時段正式開賣，共計分為1.8X、1.8G、1.8A、1.8S及2.0Z等配備等級，價格則介於185萬至251萬日圓（約新台幣67.3萬至91.3萬元）之間。
2012年12月26日，臺灣第二代Wish跟進日本進行小改款。外觀與日規運動化版本幾乎無異，並於尊爵版增加16吋鋁合金輪圈。變速箱更換成與日規相同的Super CVT-i無段自動變速箱，並導入新的ACIS可變進氣岐管設計，不過引擎仍用2.0 3ZR-FE Dual VVT-i，最大馬力與最大扭力分別為146 hp/6200 rpm和19.1 kgm/3600 rpm，油耗表現在美國FTP-75測試值測驗下進步到16.3 km/L（美規）。
各版本分別為2.0雅致、2.0經典、2.0豪華與2.0尊爵車型，價格介於76.9萬~87.9萬台幣之間。小改款改善油耗後在台上市第一個月即突破兩千輛銷售量的佳績。
因不符合臺灣自2016年7月1日起法規要求新車與改款需強制安裝胎壓偵測器，台灣總代理和泰汽車第二代版本Wish於2016年6月30日即將宣佈停產。2016年6月30日產出台灣最後一台Wish，並於2016年7月1日正式停產。臺灣總代理和泰汽車宣佈引進Sienta車款續替台灣第二代Wish車款，訂於2016年第四季至2017年第一季由台灣國瑞汽車製造以國產方式上市。

### 车体
2WD
| 底盘（DBA-） | ZGE22W-HWXQP | ZGE20W-HPXSP | ZGE20G-HPXEP | ZGE20G-HPXGP | ZGE20G-HPXNP |
| ------------ | ------------ | ------------ | ------------ | ------------ | ------------ |
| 型号         | 2.0Z 2WD     | 1.8S 2WD     | 1.8A 2WD     | 1.8G 2WD     | 1.8X 2WD     |
| 引擎         | 3ZR-FAE      | 2ZR-FAE      | 2ZR-FAE      | 2ZR-FAE      | 2ZR-FAE      |
| 座位数       | 6            | 7            | 7            | 7            | 7            |

4WD
| 底盘（DBA-） | ZGE25W-HPXSP | ZGE25G-HPXEP | ZGE25G-HPXGP | ZGE25G-HPXNP |
| ------------ | ------------ | ------------ | ------------ | ------------ |
| 型号         | 1.8S 4WD     | 1.8A 4WD     | 1.8G 4WD     | 1.8X 4WD     |
| 引擎         | 2ZR-FAE      | 2ZR-FAE      | 2ZR-FAE      | 2ZR-FAE      |
| 座位数       | 7            | 7            | 7            | 7            |

### 引擎
| 代号           | 年份      | 排量                                     | 马力和扭矩                                                       |
| -------------- | --------- | ---------------------------------------- | ---------------------------------------------------------------- |
| 2ZR-FAE（2WD） | 2009–2018 | 1,797 cc（109.7 cu in） (80.5x88.3mm) I4 | 144 PS（106 kW；142 hp） at 6,400, 176 N·m（130 lb·ft） at 4,400 |
| 2ZR-FAE（4WD） | 2009–2018 | 1,797 cc（109.7 cu in） (80.5x88.3mm) I4 | 133 PS（98 kW；131 hp） at 6,400, 164 N·m（121 lb·ft） at 4,400  |
| 3ZR-FAE        | 2009–2018 | 1,986 cc（121.2 cu in） (80.5x97.6mm) I4 | 158 PS（116 kW；156 hp） at 6,200, 196 N·m（145 lb·ft） at 4,400 |

### 传动
| 型号             | 类型                                             |
| ---------------- | ------------------------------------------------ |
| 1.8S             | 超级CVT-i，模拟7速运动化序列shiftmatic变速箱     |
| 1.8A, 1.8G, 1.8X | 超级CVT-i，模拟7速运动化序列shiftmatic变速箱     |
| 2.0Z             | 超级CVT-i，模拟7速动态运动化序列shiftmatic变速箱 |

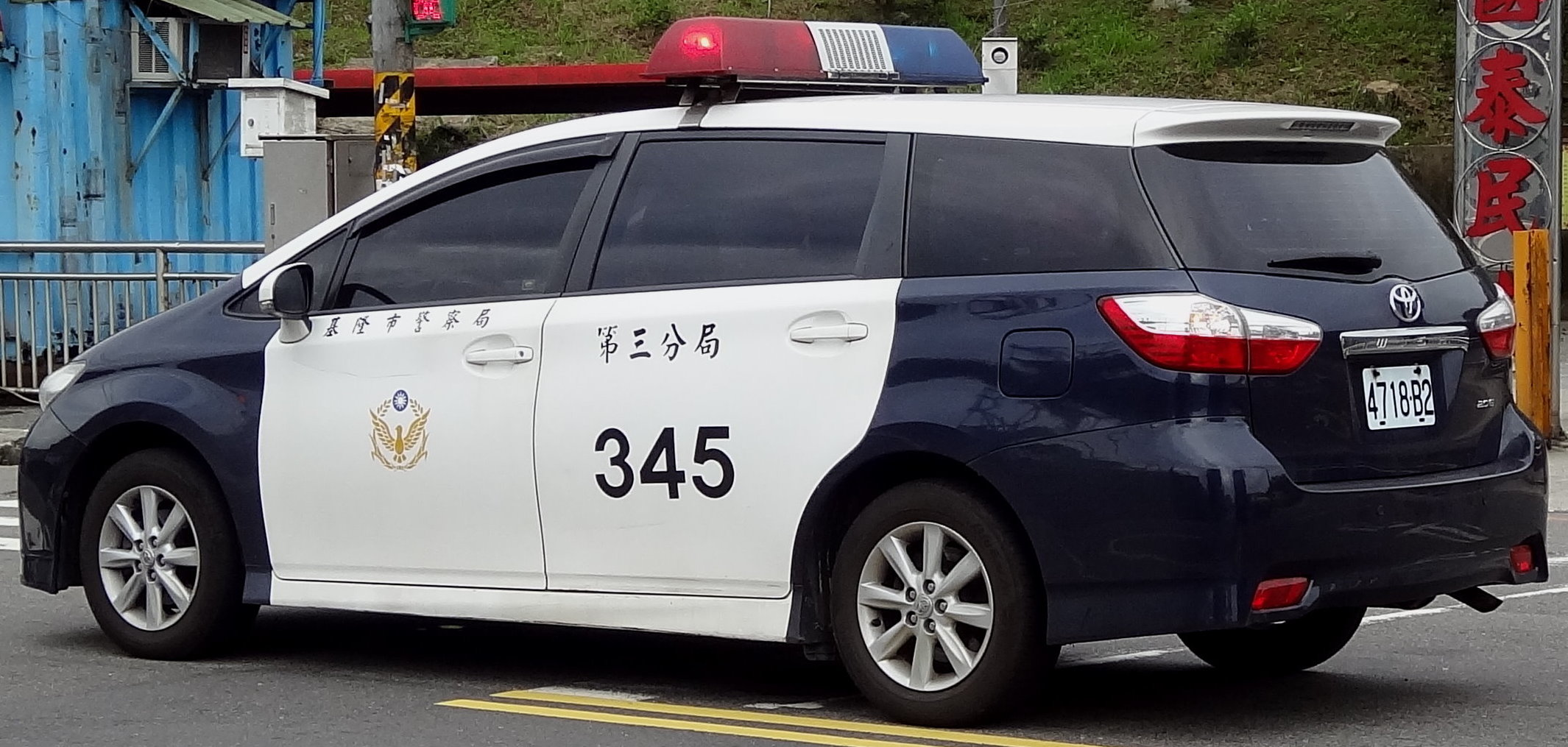
第二代Wish（基隆警署車）
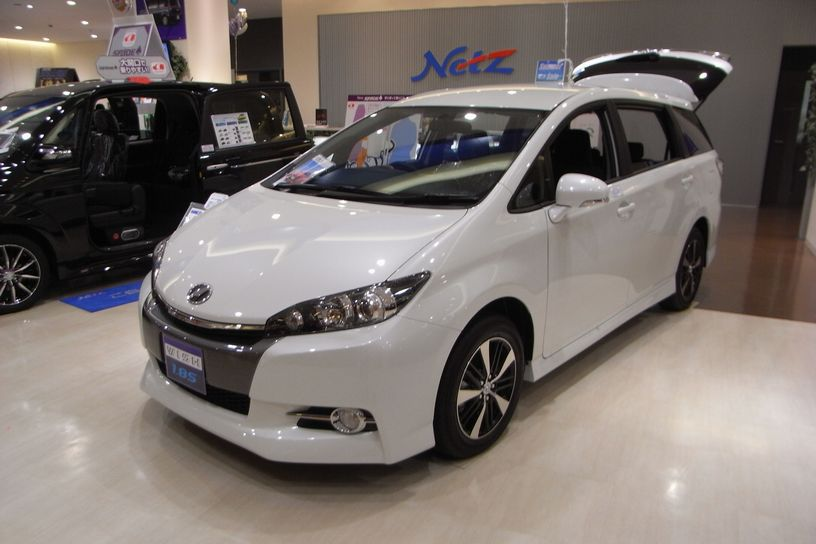
第二代Wish小改款車頭
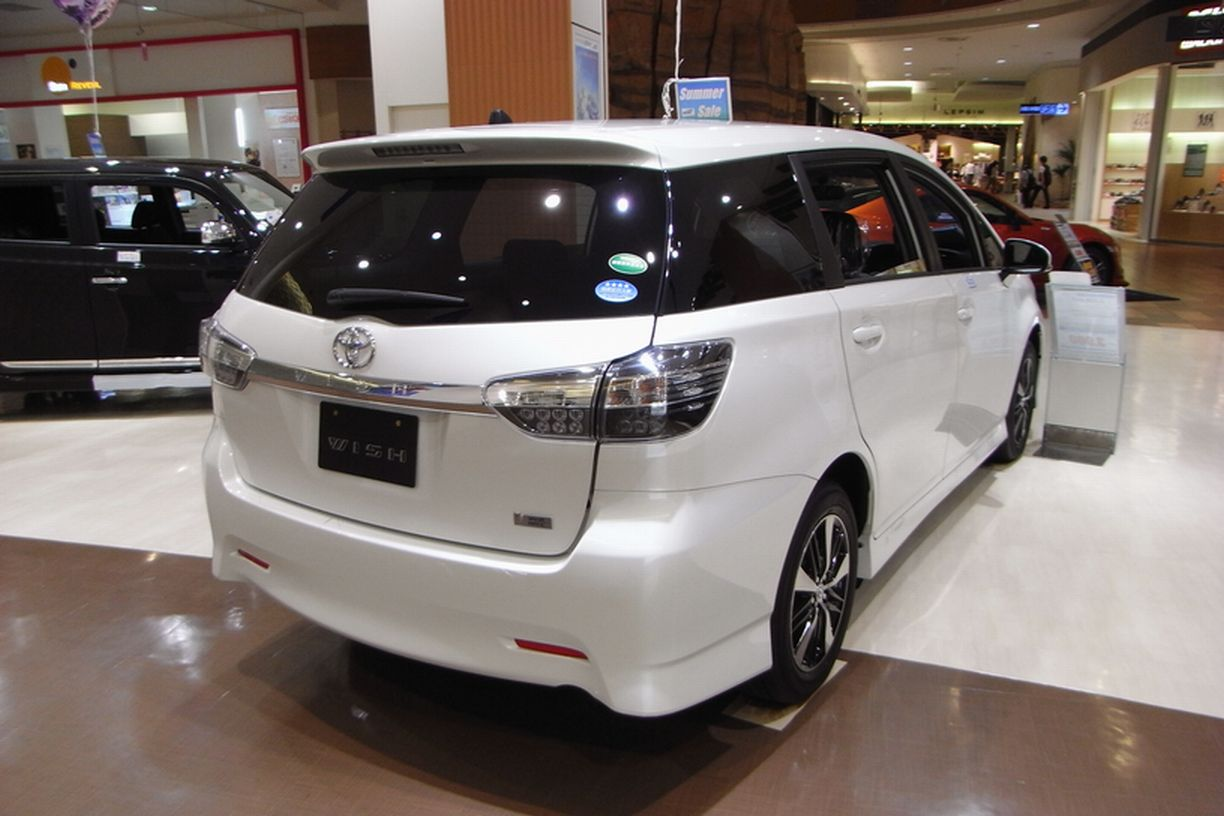
第二代Wish小改款車尾

## 日本銷量
| 西元   | 年銷售量  | 事件   |
| ------ | --------- | ------ |
| 2003年 | 158,658台 | 發售   |
| 2004年 | 126,531台 |        |
| 2005年 | 92,006台  |        |
| 2006年 | 78,142台  | 小改款 |
| 2007年 | 56,787台  |        |
| 2008年 | 39,292台  |        |
| 2009年 | 60,357台  | 第二代 |
| 2010年 | 59,447台  |        |
| 2011年 | 36,766台  |        |
| 2012年 | 36,513台  | 小改款 |
| 2013年 | 26,021台  |        |
| 2014年 | 18,587台  |        |
| 2015年 | 13,204台  |        |
| 2016年 | 10,752台  |        |
| 2017年 | 6,987台   | 停售   |

## 停产
因不符合臺灣自2016年7月1日起法規要求新車與改款需強制安裝胎壓偵測器，台灣總代理和泰汽車第二代版本Wish於2016年6月30日即將宣佈停產。2016年6月30日產出台灣最後一台Wish，並於2016年7月1日正式停產。臺灣總代理和泰汽車宣佈引進Sienta車款續替台灣第二代Wish車款，訂於2016年第四季至2017年第一季由台灣國瑞汽車製造以國產方式上市。
2017年10月13日在日本停售，2018年年中在新加坡停售，将与普锐斯Prius α整合在一起。